# 나카가와 히로토
나카가와 히로토(일본어: 中川 寛斗, 1994년 11월 3일 ~ )는 일본의 축구 선수이다. 현재 J2리그의 오이타 트리니타에서 뛰고 있다.

## 구단 경력
그는 2013년부터 J리그의 가시와 레이솔, 쇼난 벨마레, 교토 상가 FC, 오이타 트리니타에서 뛰었다.